# عید رضوان
عید رضوان مهم‌ترین عید بهائیت به‌شمار می‌رود. این عید را عید گل نیز می‌گویند. ایام عید رضوان از سی و دو روز پس از نوروز شروع و به‌مدت ۱۲ روز ادامه دارد. روز اول این عید در تقویم بهائی مطابق ۱۳ ماه جلال، در تقویم میلادی معمولاً  حدود ۲۰ آوریل و در تقویم شمسی حدود اول اردیبهشت ماه است.

این ایام مصادف با ورود حسینعلی نوری، مؤسس بهائیت، به باغ نجیب‌پاشا در حومه شهر بغداد در اردیبهشت ۱۲۴۲ شمسی است. این باغ بعدها در بین بهائیان به باغ رضوان شهرت یافت. در این مکان بود که حسینعلی صراحتاً به بابیان حاضر اعلان کرد که او پیام‌آور الهی و همان موعودی است که علی‌محمد شیرازی به آمدنش وعده داده بود.

حسینعلی مدت ۱۲ روز در این باغ توقف کرد و سپس به سوی استانبول، که محل تبعید بعدی وی بود، حرکت نمود. به مناسبت «اظهار امر» وی، هر سال این ۱۲ روز که به گفته شوقی افندی اعظم و اقدسِ اعیاد بهائی است، جشن گرفته می‌شوند.

## تاریخچه

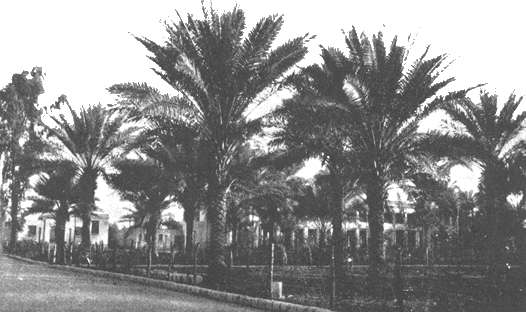
تصویری قدیمی از باغ نجیب‌پاشا (باغ رضوان بغداد)

پیش از عزیمت حسینعلی به قُسطَنطَنیِه، بسیاری از دوستان و آشنایان برای دیدن وی آمده بودند. او برای اینکه خانواده‌اش به‌راحتی فرصت تدارک این سفر را داشته باشند و در عین حال بتواند همه مهمانان را بپذیرد، تصمیم گرفت از بغداد به باغ نجیب‌پاشا واقع در آنسوی رود دجله برود و در آنجا اقامت کند. در دوم اردیبهشت ۱۲۴۲ شمسی، به همراه پسرانش عباس افندی، میرزا مهدی، میرزا محمدعلی، و منشی خود میرزا آقا جان و برخی افراد دیگر وارد باغ شد و به‌مدت دوازده روز در آنجا اقامت نمود.حسینعلی پس از ورود به باغ نجیب‌پاشا (نجیبیه)، خود را برای اولین بار به عنوان مَن یُظهِرُهُ الله، موعود کتاب بیان و نیز موعود همه ادیان به گروه کوچکی از خانواده و دوستان خود معرفی نمود.

## اظهار امر جدید
اگرچه برخی از بابیان به واسطه سخنان و اظهارات حسینعلی در ماه‌های اخیر اقامت در بغداد به این واقعیت پی برده بودند که وی مدعی مقام موعود آیین بابی است، به نظر می‌رسد اکثر بابیان تا چند سال بعد، یعنی تا دوران اقامت او در اِدِرنِه، از این ادعا بی‌اطلاع بودند.
علاوه بر این، در روز اول اقامت در این باغ، حسینعلی سه اعلامیه دیگر نیز به همراهان رساند:
1. لغو حکم جهاد یا جنگ مذهبی که در شرایط خاص در اسلام و آیین بابی مجاز بود.
2. عدم ظهور پیامبری جدید تا حداقل ۱۰۰۰ سال بعد
3. اینکه همه نام‌های خدا در همه چیز متجلی گشته است.[۱۱]

این اظهارات در متنی که سال‌ها بعد از ۱۲۴۲ شمسی (۱۸۶۳ میلادی) نوشته شده، یافت می‌شوند و در مجموعه «ایام یادآوری» (بخش ۹) گنجانده شده‌اند. نادر سعیدی اظهار می‌دارد که این سه اصل در کتاب اقدس تأیید، تفسیر و نهادینه شده‌اند.

در مدت یازده روز بعد، حسینعلی مهمانان بسیاری از جمله والی بغداد را پذیرفت. خانواده نوری تا ۱۰ اردیبهشت (روز نهم اقامت در باغ نجیب پاشا) نتوانستند به وی بپیوندند، زیرا طغیان رود دجله سفر به باغ را دشوار کرده بود. در روز دوازدهم اقامت در باغ، نوری و خانواده‌اش آنجا را ترک کردند و سفر خود را به سوی قُسطَنطَنیِه آغاز نمودند.

## جشن عید رضوان
در کتاب اقدس، حسینعلی عید رضوان را به عنوان یکی از دو «عید اعظم» نامیده‌است. عید اعظم دیگر، روز اظهار امر علی‌محمد است که به همان میزان اهمیت دارد. نوری روزهای اول، نهم و دوازدهم را جزء روزهای مقدس تعیین نموده که به ترتیب مصادف با ورودش به باغ رضوان، ورود خانواده وی، و عزیمت او و همراهانش از باغ به سوی قُسطَنطَنیِه می‌باشند.

بهائیت کسب‌و‌کار در سه روز مذکور را مجاز نمی‌داند و بهائیان معمولاً این روزها را با گردهمایی در جوامع خود و برگزاری برنامه‌هایی مانند نیایش و یادآوری آن ایام، جشن می‌گیرند.

حسینعلی از روز اول با عنوان «پرسُرورترین» روزها یاد می‌کند و باغ رضوان را محلی توصیف می‌نماید که «شکوه و عظمت نام او که رحمان و رحیم است، بر کل آفرینش تابید».

این عید به دلیل اعلان خصوصی نوری به تعدادی از پیروان مبنی بر اینکه وی همان موعودی است که علی‌محمد به عنوان «مَن یُظهِرُهُ الله» بشارت داده بود و نیز به عنوان «تجلی خداوند در این عصر»، برای بهائیان اهمیت ویژه‌ای دارد. بدین ترتیب، این نقطه شروع دین بهائی و تمایز آن از بابیه محسوب می‌شود.

## انتخابات بهائی
دوران دوازده‌روزه رضوان همچنین زمان برگزاری انتخابات سالانه محافل روحانی محلی و ملی در جوامع بهائی است. افزون بر این، هر پنج سال یک‌بار، انتخابات بیت‌العدل اعظم نیز همزمان با عید رضوان انجام می‌شود. این انتخابات به شیوه مشورتی و بدون نامزدی یا تبلیغات برگزار می‌شود و شرکت‌کنندگان با دعا و تأمل به انتخاب افرادی می‌پردازند که از نظر صلاحیت اخلاقی و توانایی‌های مدیریتی شایسته باشند.

## پیام رضوان
هر ساله، بیت العدل اعظم به مناسبت عید رضوان پیامی با عنوان «پیام رضوان» خطاب به جامعه جهانی بهائی صادر می‌کند. محتوای این پیام‌ها معمولاً شامل موارد ذیل است:
- مروری بر پیشرفت‌ها و دستاوردهای جامعه بهائی در سال گذشته
- تحلیل چالش‌ها و فرصت‌های پیش رو
- اهداف و جهت‌گیری‌های سال آینده
- تشریح برنامه‌های توسعه‌ای و آموزشی

این پیام‌ها به تمام محافل روحانی ملی ارسال شده و در اجتماعات بهائی قرائت می‌شود.
نمونه‌ای از پیام‌های رضوان در ادامه آورده شده است:

«کدام آموزه‌ای به جز اصل یگانگی نوع بشر، نازله از قلم حضرت بهاءالله، می‌تواند بینشی آنچنان وسیع و جهان‌شُمول به عالم انسانی ارائه دهد که تمامی عناصر گوناگونش را متّحد سازد؟ از چه راهی به جز عملی نمودن آن بینش در قالب نظمی مبتنی بر وحدت در کثرت، می‌توان شکاف‌ها و نفاق‌های اجتماعی را برطرف نمود؟ چه کسان دیگری می‌توانند مایه و جوهری باشند که توسّط آن، مردم جهان بتوانند شیوه جدیدی برای زیستن و مسیری به سوی صلح پایدار بیابند؟ پس به همگان برای تشریک مساعی و خدمتِ مشترک و یادگیریِ جمعی، دست دوستی ارائه نمایید و مُتَفِقاً به پیش روید.
به خوبی واقفیم که با آگاهی جوانان از بینش حضرت بهاءالله و مشارکت فعّال آنان در اجرای نقشه چه شوق و شور و قوّتی در هر جامعه ایجاد می‌گردد. جوانان بهائی باید با دوستی و محبّت فراوان، و شجاعت و توکّل کامل بپا خیزند و همسالان خود را از شرکت در این خدمت بهره‌مند سازند. جمیع باید به جوش آیند ولی جوانان باید به پرواز آیند».

## متون مرتبط
مؤسس بهائیت در طول حیات خویش چندین اثر مکتوب به مناسبت عید رضوان نوشت، که مهم‌ترین آنها عبارتند از:
- لوح حورعُجاب:[۲۵] متنی عربی با مضامین رمزآلود که همزمان هم ظهور الهی را اعلام می‌کند و هم تمثیلی از حوری بهشتی ارائه می‌دهد.
- قصیده «از باغ الهی»: سروده‌ای فارسی–عربی که پیش از اعلان عمومی امر حسینعلی سروده شد.
- قصیده «هله هله یا بشارت»: با مضمونی مشابه قصیده قبلی اما با تأکید بیشتر بر جنبه‌های بشارتی ظهور.
- لوح عاشق و معشوق: که رابطه میان انسان و خدا را در قالب تمثیل عاشق و معشوق توصیف می‌کند.
- سوره قلم: از متون ادبی–عرفانی که نوری در آن از قلم الهی و نقش آن در هدایت بشر سخن می‌گوید.

این آثار به همراه چندین متن دیگر در مجموعه‌ای تحت عنوان «روزهای یادآوری» گردآوری و منتشر شده‌اند.